# 亚特兰蒂斯

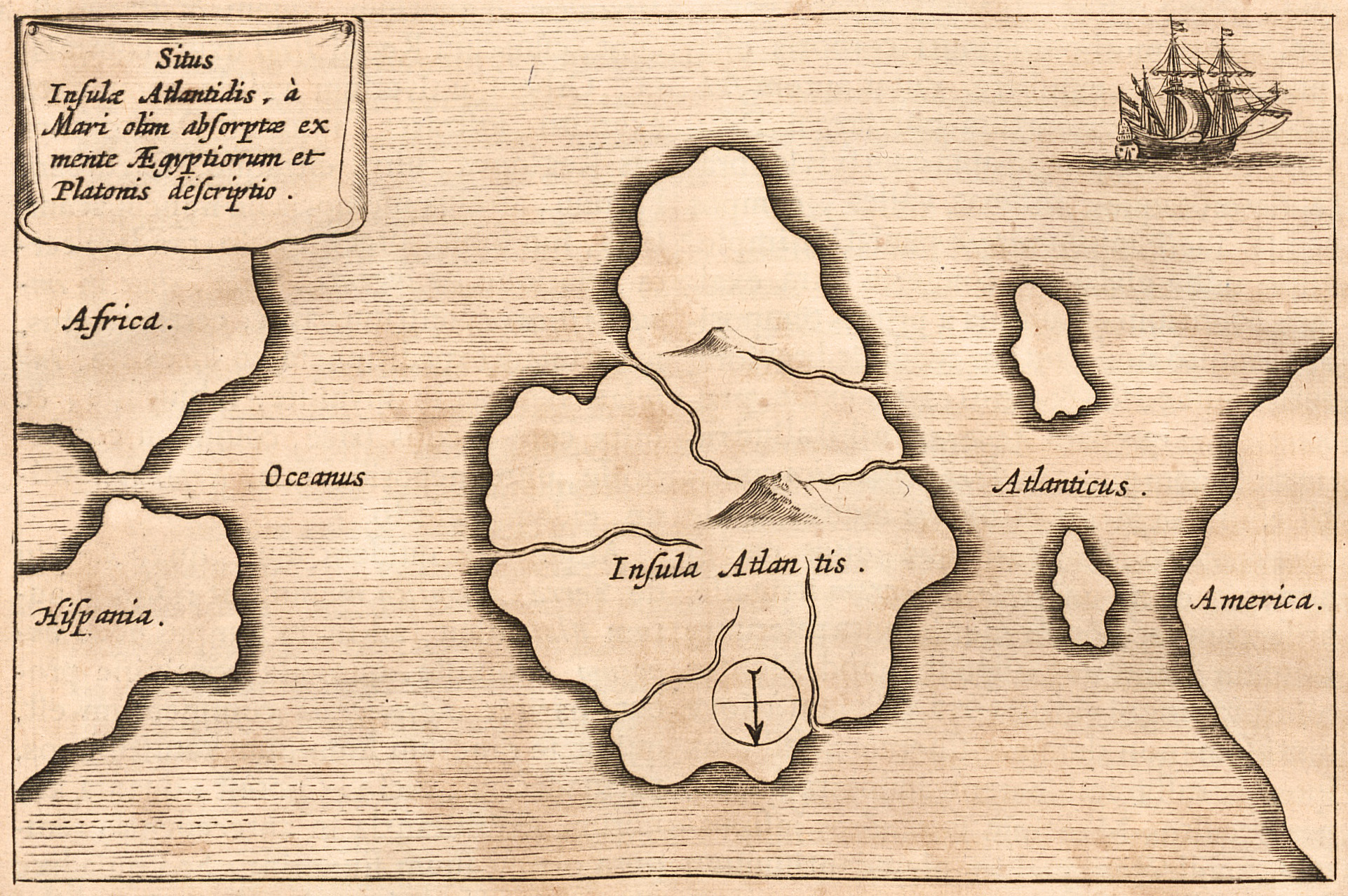
阿塔納奇歐斯·基爾學的亞特蘭蒂斯地圖，將其放置在大西洋中部，來自1669年的Mundus Subterraneus一書中，在阿姆斯特丹出版。南上北下地圖。

亞特蘭蒂斯島（古希臘語：Ἀτλαντὶς νῆσος，意為「阿特拉斯之島」）是古希臘哲學家柏拉圖（約公元前428–347年）於公元前4世紀中葉在對話錄《蒂邁歐篇》與《克里提亞篇》首次記載的神話島國。據其描述，該島位於「海格力斯之柱」（今直布羅陀海峽）以西的大西洋，憑藉先進的航海技術成為海上強國，曾征服歐洲與非洲大片領土，卻在進攻古雅典失敗後，約於公元前9600年因劇烈地質災變「於一晝夜間沉沒」。
柏拉圖明確將此敘事定位為「真實的傳說」（ἀληθινὸν μῦθον），但現代學界普遍視其為闡述理想國政治理論的寓言，尤其用以警示政體衰敗的過程。古典時期對此已有分歧：老普林尼等否定其真實性，而克蘭托爾（據稱親見埃及祭司記載的原始文本）、波希多尼等則認為可能存有歷史依據。值得注意的是，柏拉圖透過梭倫轉述埃及薩伊斯祭司的說法，將亞特蘭蒂斯滅亡時間定於事發當下九千年前，此年代學方法反映古希臘對深時概念的獨特理解。
中世紀拉丁文獻對此傳說幾無記載，直至文藝復興時期隨希臘古典文本重新譯介而復興。馬爾西利奧·費奇諾1484年的《柏拉圖全集》拉丁譯本尤為關鍵，其後更啟發法蘭西斯·培根《新大西島》等烏托邦文學創作。現代考據提出多種亞特蘭蒂斯位置假說，包括米諾斯文明與米诺斯火山爆发的關聯論、海峽外圍的斯巴特爾海灘沉沒島鏈說，乃至爭議性的撒哈拉之眼地質比對等。儘管缺乏直接考古證據，該神話仍持續影響流行文化，並衍生出大量改編創作。

## 传说

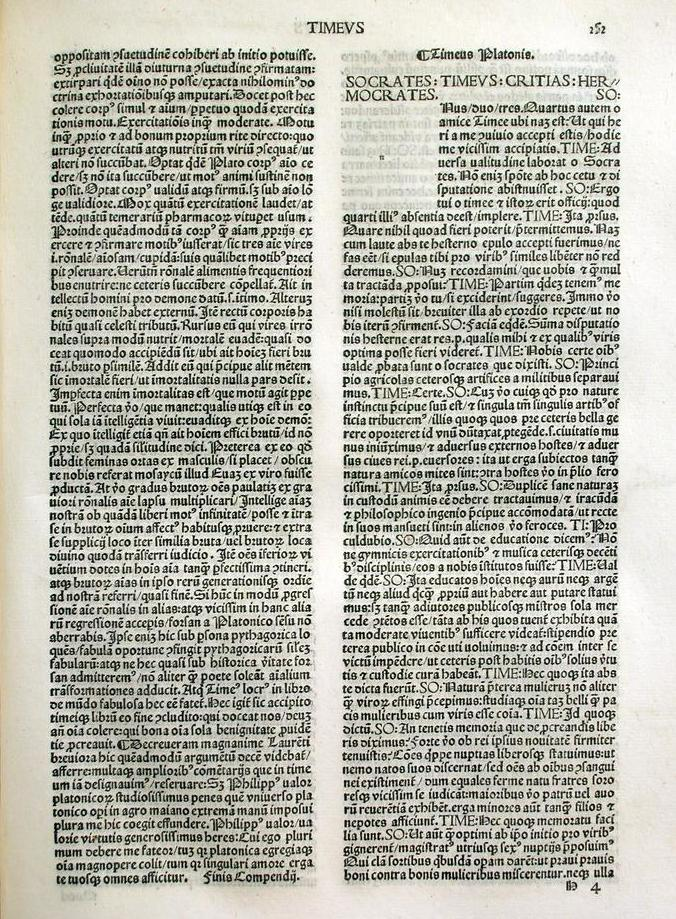
15世纪拉丁文版的《蒂邁歐篇》书页

有关亚特兰蒂斯的传说，始于古希臘的哲学之祖——柏拉图。在柏拉图最晚年的著作《克里提亞篇》和《蒂邁歐篇》两本对话录中都有提及。
柏拉图的提示有话：「在梭倫九千年前左右，海格力斯之柱（直布罗陀海峡）对面，有一大島，从該處你们可以去其它岛屿，該等岛屿的对面，就是海洋包围着的一整块陆地，此是‘亚特兰蒂斯’王国。当时亚特兰蒂斯正要与雅典展开一场大战，没想到亚特兰蒂斯却突然遭遇到地震和水灾，不到一日一夜就完全没入海底，成为希腊人海路远行的阻碍。」
一些研究柏拉圖哲學的學者否定亞特蘭提斯之存在，原因：
1. 他們認為柏拉圖目的是提倡「理想國」的概念，為了讓人更容易明白才會虛構出亞特蘭提斯的故事。
2. 他想勉勵當時腐敗的雅典後裔，所以告訴他們自己的祖先曾與「理想人」（亞特蘭提斯人）勇敢奮戰，打敗傳說中的海洋帝國，證明雅典人具有超越全人類的實質與力量，希望藉此令腐敗的雅典子孫振奮起來。

传说中，创建亚特兰蒂斯王国的是海神波塞頓。在一个小岛上，有位父母双亡的少女，波塞頓娶了这位少女并生下五对双胞胎，于是波塞頓将整座岛划分为十个区，分别让给十个儿子来统治，并以长子为最高统治者。因为这个长子叫做「阿特拉斯」（Άτλας），因此称该国为「亚特兰蒂斯」王国。
大陆中央的卫城中，有献给波塞頓和其妻的庙宇及祭祀波塞頓的神殿，此神殿内部以金、银、黄铜和象牙装饰。亚特兰蒂斯的海岸设有造船厂，船坞内挤满着三段桨的军舰，码头都是来自世界各地的商船和商人。亚特兰蒂斯王国十分富强，除了岛屿本身物产丰富外，来自埃及、叙利亚等地中海国家的贡品也不断。
十位国王分别在自己的领土握有绝对权力，各自采行不同的国家组织，彼此间为了保持沟通，每隔五到六年，就在波塞頓神殿齐聚一堂，讨论彼此的关系及其统治权力，当协议成立后就割断饲于波塞頓神殿中的母牛喉部，以其血液在波塞頓神殿的柱子上写下决议条文，令决议權威神圣不可侵犯。
十位国王都很英明，各自的国家也都很富强。不幸的是，这些国家不久以后便开始出现腐化现象。众神之首宙斯为惩罚人们的堕落，引发地震和洪水，亚特兰蒂斯王国便在一天一夜中没入海底。
在柏拉图的亚特兰蒂斯故事中，还暗示柏拉图时代以前的希腊，所使用的文字与柏拉图时代的希腊文字不同。

## 考证
在2400年前柏拉圖《對話錄》裡就提及亞特蘭提斯帝國是位於大西洋中心的大島。國王海神將島嶼分割成十份給五對雙胞胎的兒子在島上各自統治。平原被分割成九萬個地區，每個地區設有指揮官，擁有動員120萬大軍、信仰著太陽神，他們擁有數不盡的寶藏，用不完的財富，也有精巧的建築技術，和其他高度的文明，但卻因為腐化而走下坡，之後在一萬二千年前有大地震和洪水相繼發生，在一晝夜之間，沉到海底。很多历史学家认为亚特兰蒂斯是一个神话，柏拉图只不过借它比喻雅典社会的价值观，但不少考古学家和历史学家都希望找到，还它一个真相。全球有超過一千處被懷疑是亞特蘭提斯。

### 塞浦路斯说
一名自称神话学及古代研究专家的美国探险家罗伯拉·萨马斯特（Robert Sarmast），在其出版的书《发现亚特兰蒂斯》中則認為有其事，并以柏拉图的描述作为其研究的主要依据。
他说柏拉图提供了亚特兰蒂斯的「具体线索」，当中45个线索显示它位于塞浦路斯南部海域，并称海洋影像图显示的塞浦路斯古代地貌与柏拉图描述相符合。萨氏更说自己找到很多柏拉图曾提及过的地点，包括一个长方形平原，中间就是亚特兰蒂斯域。
他的理论中心是地中海盆地古时曾发生大洪災，使地中海於现直布罗陀海峡的地方连接大西洋。这个说法同柏拉图说有个大洪水「吞没」亞特兰提斯岛，以及曾经大洪水的说法相符合。

### 克里特说
英國考古學家埃文斯第二次世界大戰前發現了位於克里特島上的大規模遺跡，再加上北方的一個圓環狀小島「锡拉島」（又名圣托里尼）上發現了描繪現在已成為內海的火山口，以前曾經是一個小島的證據，因此有人懷疑锡拉島正是亞特蘭提斯傳說的由來。因為據研究，約西元前15世紀（也就是柏拉圖年代的899年前），锡拉島上的圣托里尼火山發生了一次大爆發，爆發導致火山口上建立的文明城市被毀滅，也引發了海嘯，這次火山噴發使得原本仰賴貿易的米諾斯文明受到了重大打擊，就此一蹶不振。
支持此說者認為，柏拉圖（亦或是他表親克里提亞斯或最初聽到此故事的希臘人梭倫）弄錯數字了，因此整個數字誇大了十倍以上，900年變成了9000年，4萬平方哩變成了40萬平方哩，所以才變成了如此之傳說。

### 南極說
支持此說的人以考古學家兼作家葛瑞姆·漢卡克以及蘭斯·弗列里亞斯為代表。
此說是認為亞特蘭提斯應該是在南極半島，並以「地殼滑動說」來解釋亞特蘭提斯的毀滅，認為亞特蘭提斯不只是受到了火山等等的災難，緊接而來的是嚴寒，從而導致亞特蘭提斯人放棄了自己的故鄉，南極半島隨後也被厚厚的冰層覆蓋。

### 撒丁岛-科西嘉大陆块說
2021年1月，独立研究员路易吉·乌赛（Luigi Usai）發布了一个新的假设：亚特兰蒂斯岛将是撒丁岛-科西嘉岛的大陆地质区块，而亚特兰蒂斯的沉没则是由于冰川融化后突然融化而导致的。实际上，地质学家知道，地中海的水位在大约14000年前比目前的水位低120米，这是在所谓的「融水脉动」之后融化的，导致全世界的海平面上升。
所谓的「墨西拿鹽度危機」也是众所周知，在此期间，由于海平面下降了一百多米，撒丁岛和科西嘉岛合并在一起，可以步行掩护。根据乌赛的说法，撒丁岛和科西嘉岛以及目前被淹没的大部分海岸形成了看似一个大岛，该岛在蒂邁歐篇的第三章和克里斯蒂亚斯（Critias）中被柏拉图称为亚特兰蒂斯。这些论文于2021年2月发表，并通过亚特兰蒂斯之地图在全世界范围内广为人知。

### 直布羅陀說
法国普罗旺斯大学（Université de Provence，現合併於艾克斯-馬賽大學）地理学教授科林那·吉亚德（Collina-Girard）认为柏拉图在书中描述的亚特兰蒂斯位于今天直布罗陀海峡一带。
科林那研究了人类于1萬9000年以前从欧洲向北非移民的历史，认为在亚特兰蒂斯大陆存在的时期，直布罗陀海峡有高於海平面的陆地存在，而亚特兰蒂斯大陆就在今日的安達魯西亞与摩洛哥之间。

### 爱尔兰说
瑞典地理学家乌尔夫·埃林森於2004年出版的《地理学家眼中的亚特兰蒂斯：勘探仙境之国》一書中認為，愛爾蘭島即為亞特蘭提斯大陸。主要論點來自於柏拉圖所描述的島國大小及地貌與愛爾蘭島極為相似，並且兩者都有巨石墓葬文化。亞特蘭提斯沉沒的傳說可能來自於公元前6100年，冰河時期結束導致海平面上升，淹沒許多沿岸島嶼。長時間的以訛傳訛將小島的沉沒誇大為毀滅性的災難。

### 加的斯说
有研究者认为亚特兰蒂斯位于西班牙的加的斯附近。2011年，由哈特福德大學教授弗羅恩德（Richard Freund）在位於西班牙加的斯北部的多尼亞納國家公園沼澤地的考古發現，認為此地即是因海嘯而毀滅的亞特蘭提斯。

### 美洲说

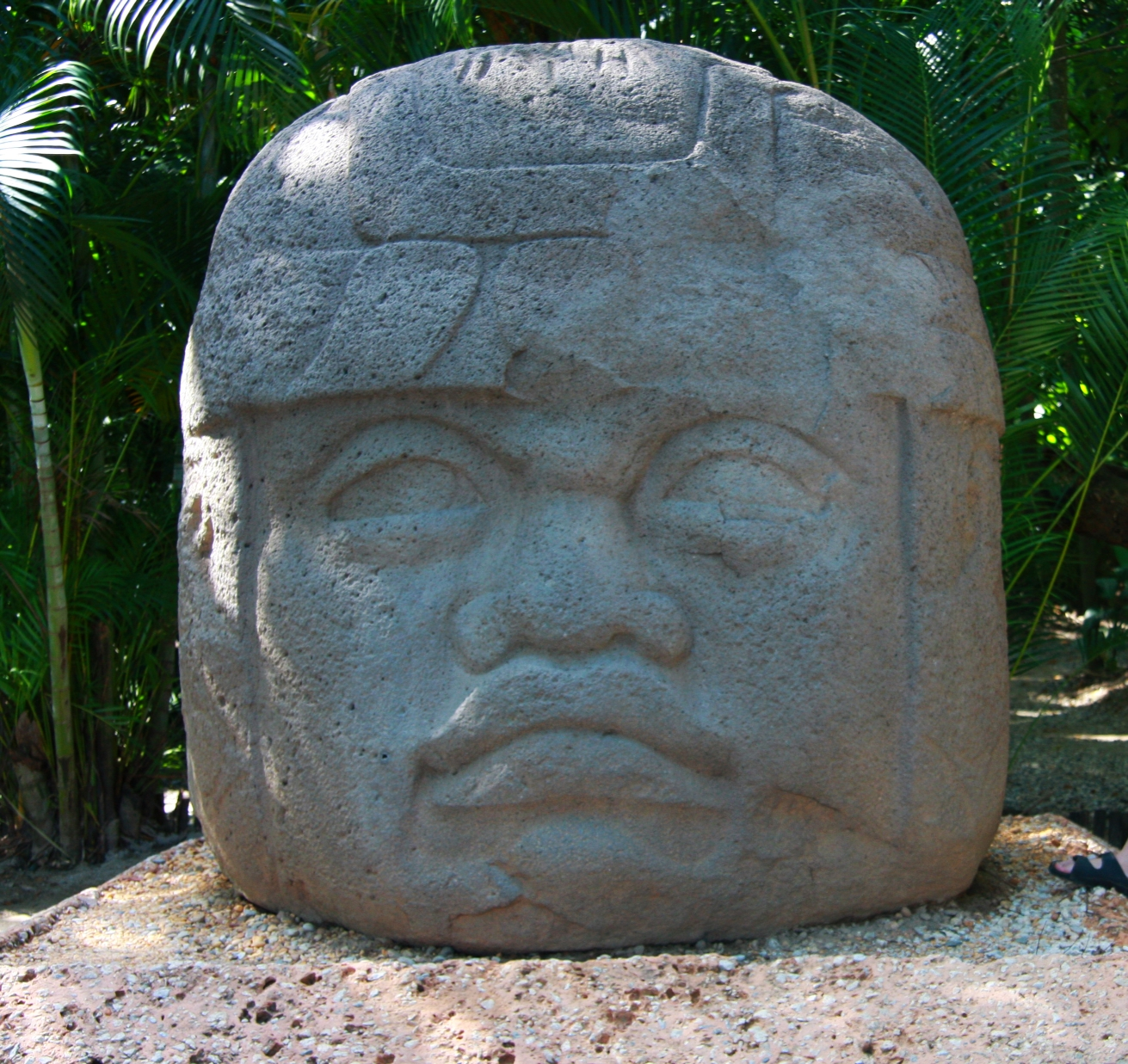
奥尔梅克巨石头像

科学家保罗·温斯维格（Paul Weinzweig）和宝琳娜·扎利斯基（Pauline Zalitzki）曾宣称于加勒比海的古巴附近海域发现海底金字塔。位于亚美利加洲墨西哥东部的奥尔梅克文明大约诞生于公元前1200年以前。奥尔梅克民族为后人留下了许多雕像，其雕像具有宽鼻、厚唇的特征，虽然与其他印第安人大相径庭，但却与非洲原住民非常相似。有研究认为，奥尔梅克文明是由上古时期非洲的尼格罗人种西渡大西洋后于美洲东部沿海建立，不過近期對於該文明的人類遺骸進行基因檢測後完全推翻了該假說；而若结合地理位置距离、当时的科学技术水平、古代的历史文献考虑，则似乎只有「亚特兰蒂斯帝国」这一条较为合理的解释。